# Осмаич, Милутин
Милутин Осмаич (черног. Милутин Осмајић; родился 25 июля 1999 года, Никшич, Черногория, СРЮ) — черногорский футболист, нападающий испанского футбольного клуба «Кадис», выступающий на правах аренды за «Визелу».

## Клубная карьера
Милутин Осмаич является воспитанником «Сутьески». За клуб дебютировал в матче против «Младоста». Свой первый гол забил в ворота «Рудара». Дважды становился чемпионом Черногории. Всего за клуб сыграл 87 матчей, где забил два мяча.
10 июля 2021 года перешёл в «Кадис». За клуб дебютировал в матче против «Леванте». 17 и 24 октября сыграл две игры за дубль.
31 января 2022 года перешёл в аренду в «Бандырмаспор». За клуб дебютировал в матче против футбольного клуба «Умраниеспор». Свой первый гол забил в ворота «Алтынорду». В матче против «Балыкесирспор» оформил хет-трик. Всего за «Бандырмаспор» сыграл 14 матчей, где забил 7 мячей.
10 августа был отдан в аренду в «Визелу». За клуб дебютировал в матче против «Порту». Свой первый гол забил в ворота «Бенфики». В матче против «Маритиму» оформил дубль за 2 минуты.

## Карьера в сборной
В 2018 году сыграл две игры с финнами. За молодёжку сыграл 6 матчей, где забил 3 мяча. За Черногорию дебютировал в матче против Казахстана. Свой первый гол забил в ворота Греции.

## Достижения
- Чемпион Черногории по футболу: 2017/18, 2018/19